# Dala Tamás
Dala Tamás (Tatabánya, 1968. június 5. –) kétszeres Európa-bajnoki ezüstérmes magyar vízilabdázó, olimpikon.
Tatabányán úszóként kezdett sportolni, korosztályos magyar bajnok volt. 1980-ban átváltott a vízilabdára. 1988-ban az Újpesti Dózsa játékosa lett. Az Újpest 300 000 ft-ot fizetett érte a Tatabányának. 1996-ban Görögországba igazolt. 1997 áprilisában visszatért az UTE-be a rájátszásra. Augusztusban a horvát másodosztályú Viktorija Aurorában szerepelt. 1998 áprilisáig a Mladost Zagreb játékosa volt, majd az olasz Anzióhoz szerződött. A következő szezontól a BVSC-ben szerepelt. 2000-túl az olasz Pescara játékosa volt, majd az UTE-ben játszott.
2002-ben kinevezték a Nemzeti Sportuszodák (Komjádi, Hajós, Kőér utca) igazgatójának. 2020 júliusában az Magyar Vízilabda-szövetség elnökségi tagja lett.

## Sikerei
- Magyar bajnokság
  - bajnok (5): 1991, 1993, 1994, 1995, 1999
  - ezüstérmes: 1989, 2000
  - bronzérmes: 1992, 1996
- Görög bajnokság
  - Bronzérmes: 1997
- Görög kupagyőztes: 1997
- Magyar kupa győztes (3): 1991, 1993, 2000
- BEK-győztes: 1994
- BEK döntős: 1994, 1995, 1996
- LEN kupa győztes: 1993
- LEN-szuperkupa-győztes: 1994

- olimpiai negyedik: 1996
- világbajnoki 5.: 1994
- Európa-bajnoki ezüstérmes : 1993, 1995
- világkupa-győztes: 1995
- világkupa ezüstérmes: 1993